# حلف عسكري
يكون الحلف العسكري بين دولتين أو أكثر؛ يكون الحلف متعلق بالحرب أو لمواجهة نفوذ دولة أو عدة دول. تنقسم هذه المعاهدات إلى دفاعية وهجومية. عادةً الحلف العسكري يحتوي على معاهدات وبنود لا-عسكرية.

## التحالفات الرسميّة الحاليّة
- الأمم المتحدة (منظمة دولية لا تُعتبر حلفاً عسكرياً إنما منظمة لتنسيق التعاون لدى بعض أو غالبية أعضائها في بعض القرارات السياسية أو البيئية وغيرها)
- حلف الشمال الأطلسي، الناتو وتضم الولايات المتحدة و28 دولة في أوروبا.

دول حلف شمال الأطلسي الناتو

- معاهدة القوى الخمس بين أستراليا، ماليزيا، سنغافورة، نيوزيلندا والمملكة المتحدة.

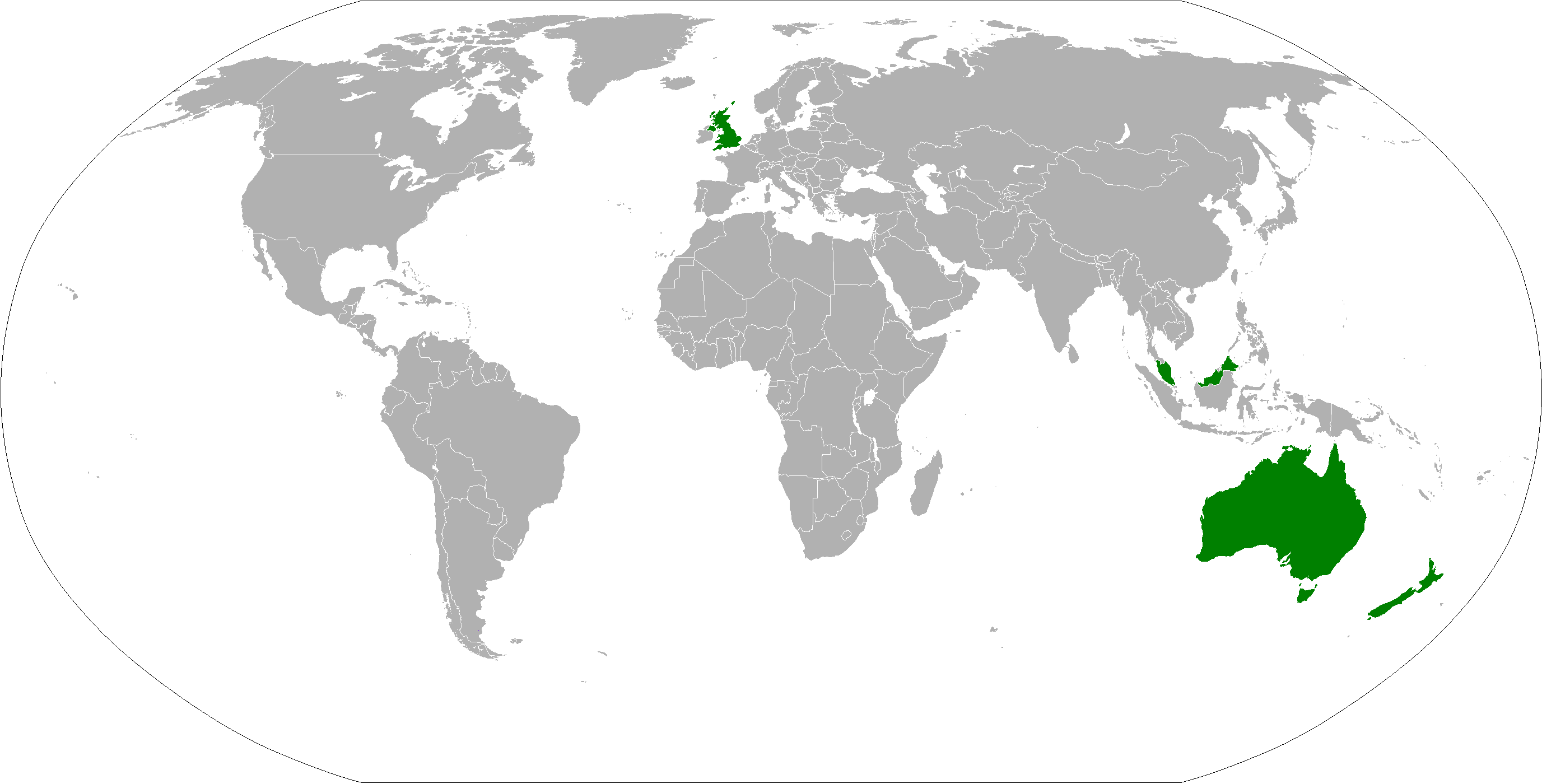
دول معاهدة القوى الخمس

- التحالف الدولي ضد داعش وهو تحالف مؤقت هدفه مُحاربة تنظيم الدولة الإسلامية بقيادة الولايات المتحدة في كلّ من سوريا والعراق.
- درع الجزيرة وتضم جميع دول مجلس التعاون الخليجي بقيادة المملكة العربية السعودية لمواجهة أي أخطار داخلية أو خارجية للدول المنضوية تحتها في حال طلبها.
- التحالف العربي في اليمن وهو تحالف عسكري أسسته السعودية لمحاربة حركة أنصار الله التي سيطرت على مقاليد الحكم في اليمن.
- إتحاد المغرب العربي هو اتحاد يقوم على تعزيز الاقتصاد والعلاقات بين الدول المنضوية تحت الاتحاد وليس بحلف عسكري.
- محور المقاومة هو تحالف سياسي-عسكري غير رسمي يعارض السياسة الأمريكية والوجود الإسرائيلي في الشرق الأوسط ويضم كلّ من إيران وسوريا و حركة حزب الله في لبنان وفي بعض الأحيان المصطلح يُصبح أوسع إذا تم إحتساب روسيا والصين.

## تحالفات عسكرية بائدة
- حلف وارسو هو حلف سابق ضم معظم الحكومات الشيوعية في أوروبا الشرقية بإشراف الإتحاد السوفييتي.

- حلف بغداد هو حلف تعاون أُسس لمواجهة المد الشيوعي ويضم عدد من الدول أهمهم المملكة المتحدة وتركيا وإيران.